# Mamedazur
Mamedazur (azerbajdzjanska: Məmməddərə, armeniska: Mariamachor, Majramachor, Մարիամաձոր, Մայրամաձոր, azerbajdzjanska: Məmməedadzor, armeniska: Mariamadzor, Mayramajor) är en ort i Azerbajdzjan.   Den ligger i distriktet Xocavənd Rayonu, i den södra delen av landet, 260 km väster om huvudstaden Baku. Mamedazur ligger 828 meter över havet och antalet invånare är 258.
Terrängen runt Mamedazur är lite bergig. Närmaste större samhälle är Fizuli, 12,7 km öster om Mamedazur. 
Trakten runt Mamedazur består till största delen av jordbruksmark. Runt Mamedazur är det ganska glesbefolkat, med 25 invånare per kvadratkilometer.